# Brauerei M. Ketterer
Die M. Ketterer GmbH & Co.KG ist eine Brauerei in Hornberg im Schwarzwald im Ortenaukreis in Baden-Württemberg. Als regionales Unternehmen verkauft die Brauerei ihre Produkte in einem Radius von circa 60 Kilometern.

## Geschichte
Michael Ketterer gründete die Brauerei 1877. Als größte Investition in der Firmengeschichte wurden 2008 1,5 Mio. Euro in eine neue Flaschenabfüllanlage investiert.
Geschäftsführer Philipp Ketterer war 2019 und 2022 Mitglied der deutschen Nationalmannschaft zur Weltmeisterschaft der Biersommeliers.

## Mineralwasser
Auf der Suche nach einer neuen Quelle für Brauwasser stieß Ketterer im Jahr 2002 hoch über der Stadt Hornberg auf einen alten Quellstollen. Das daraus fließende, weiche Wasser wird als Hornberger Lebensquell vermarktet und zum Brauen der Ketterer-Biere verwendet.

## Auszeichnungen
Biere der Brauerei werden regelmäßig ausgezeichnet, zum Beispiel bei der DLG, den World Beer Awards in London, der Finest Beer Selection oder beim Concours International de Lyon.